# Estación de Lloma Llarga-Terramelar
Lloma Llarga-Terramelar es una estación de la línea 4 de Metrovalencia inaugurada el 20 de diciembre de 2005. Se encuentra en la calle Alfábega, próxima a la CV-365, donde se levantan los dos andenes a ambos lados de las vías del tranvía. Recibe su nombre por situarse entre los barrios de Lloma Llarga y Terramelar, unidos mediante una pasarela.
Forma parte del ramal que une Lloma Llarga-Terramelar con Empalme, siendo una de las cabeceras de la línea.